# 图利·盖佐
图利·盖佐（匈牙利語：Tuli Géza，1888年11月4日—1966年1月30日），生于布达佩斯，匈牙利男子竞技体操运动员。他曾获得1912年夏季奥运会体操比赛男子团体全能银牌。他于1966年在布达佩斯去世。